# Los Pekenikes II (álbum)
Los Pekenikes II es el segundo álbum de  estudio de Los Pekenikes, publicado en 1967 con un nombre de portada inexistente aparte del nombre de la banda, por lo que aquí lo titulamos como II, como se suele hacer en estos casos. Se trata de una continuación brillante del anterior trabajo y por tanto del  llamado sonido Torrelaguna, esta vez, y por consecuencia del anterior planteamiento se ha ampliado la plantilla del grupo con una sección de viento a cargo de Pedro Luis García (trompeta, flauta y trombón) y Vicente Gasca (trompeta y trombón). Además, como el baterista titular Jorge Matey, tuvo un accidente de moto, nada más grabar el anterior álbum, fue sustituido ya en los conciertos en directo por Félix Arribas que seguirá en este álbum como titular.
El sonido del álbum, aunque deudor y continuador del anterior, se abre a nuevas influencias, debido quizás a la incorporación de los nuevos miembros. Así se nota una fuerte influencia del grupo de soul estadounidense Booker T. & the M.G.'s.
Las fotos de la portada se realizaron durante una actuación del grupo en la sala Picadilly de Madrid, y reflejan perfectamente la estética de un "night-club" de los 60.

## Lista de canciones
Hay que reseñar que del listado de canciones, una de ellas es una nueva versión de la ya grabada Huellas, tema cantado en el noveno EP Linda chica. Además el último tema, En la onda, es una versión de un original estadounidense, en contraste con las versiones de temas hispanos realizados en el álbum anterior, y en consonancia con los hechos en la época de los EP. Por último cabría señalar que aunque no acreditado, es muy posible que los arreglos musicales fueran de Waldo de los Ríos, por lo menos en parte de los temas y en especial en los que no habían entrado los nuevos miembros.
| Cara 1 |                                            |          |  |
| N.º    | Título                                     | Duración |  |
| 1.     | «Robin Hood» (A. y L. Sáinz)               | 3:20     |  |
| 2.     | «Siete Loros Temblorosos» (L. Sáinz)       | 2:34     |  |
| 3.     | «Sol de Medianoche» (I.M. Sequeros)        | 2:12     |  |
| 4.     | «Olor a Rosas» (A. Sáinz-I.M. Sequeros)    | 3:35     |  |
| 5.     | «Picadilly» (A. y L. Sáinz- I.M. Sequeros) | 2:25     |  |
| 6.     | «Felices ´20» (A. Sáinz-I.M. Sequeros)     | 2:41     |  |

| Cara 2 |                                                  |          |  |
| N.º    | Título                                           | Duración |  |
| 1.     | «Embustero y Bailarín» (A. Sáinz)                | 2:40     |  |
| 2.     | «Caminando entre nubes» (A. Sáinz-I.M. Sequeros) | 2:27     |  |
| 3.     | «Corelli» (A. Sáinz-I.M. Sequeros - V. Gasca)    | 2:03     |  |
| 4.     | «Huellas» (A. Sáinz)                             | 2:38     |  |
| 5.     | «Tiempo y Ritmo» (A. y L. Sáinz)                 | 3:16     |  |
| 6.     | «En la Onda (The "In" crowd)» (Billy Page)       | 3:25     |  |

## Miembros
- Alfonso Sainz - Saxo, pandereta y guitarra.
- Lucas Sainz - Guitarra líder.
- Ignacio Martín Sequeros - Bajo eléctrico, armónica y piano.
- Tony Luz - Guitarra rítmica.
- Félix Arribas - batería y percusión.
- Pedro Luis García - Trompeta, flauta y trombón.
- Vicente Gasca - Trompeta.